# الأيام الثلاثة القادمة
الأيام الثلاثة القادمة (بالإنجليزية: The Next Three Days)‏ هو فيلم جريمة تم إنتاجه عام 2010 في الولايات المتحدة، من إخراج بول هاغيس وبطولة راسل كرو وإليزابيث بانكس وليام نيسون ،صور الفيلم في عدة مواقع في بيتسبرغ، بنسيلفانيا، الفيلم هو إعادة صنع لفيلم فرنسي اسمه (بالإنجليزية: Pour Elle)‏، بلغت ميزانية الفيلم 30 مليون دولار.

## القصة
البرفيسور جون برينان (راسل كرو) يعيش حياة عائلية سعيدة مع زوجته لارا برينان (إليزابيث بانكس)، وطفلهما الوحيد لوك، إلى أن انقلبت الأمور رأسا على عقب ذات يوم حينما أتهمت زوجته بقتل مديرتها بعد خلاف في العمل وحكم عليها بالحبس المؤبد، بعد أن استنفد جميع الوسائل القانونية في تبرئتها وجد نفسه يتجه نحو فكرة مستحيلة لمن هو بطبيعته كبرفيسور ومثقف بعيد كل البعد عن عالم الاجرام وهي فكرة تهريب زوجته من السجن ومن ثم اللجوء بها إلى دولة بعيدة تلم شملهما مرة أخرى كعائلة، فيبدأ في إعداد الخطة وذلك بدراسة مبنى السجن وطرق الهروب منه ولكن تزيد الأمور تعقيدا عندما يصدر حكمها النهائي الذي يقضي بترحيلها لسجن آخر بعيد خلال ثلاثة أيام.

## آراء نقدية
قيم الفيلم الكاتب روجر إيبرت وأعطاه نجمتين ونصف من أصل أربعة نجمات، حصل الفيلم على على درجة 5.9 من 10 في موقع الطماطم الفاسدة، كما حصل على 7.4 في قاعدة بيانات الأفلام على الإنترنت.

## الميزانية والإيرادات
بلغت تكلفة إنتاج الفيلم حوالي 30 مليون دولار بينما حقق أرباحا تقدر بـ 67.448.651 دولار.

## وصلات خارجية
- الأيام الثلاثة القادمة على موقع IMDb (الإنجليزية)
- الأيام الثلاثة القادمة على موقع ميتاكريتيك (الإنجليزية)
- الأيام الثلاثة القادمة على موقع الموسوعة البريطانية (الإنجليزية)
- الأيام الثلاثة القادمة على موقع روتن توميتوز (الإنجليزية)
- الأيام الثلاثة القادمة على موقع نتفليكس (الإنجليزية)
- الأيام الثلاثة القادمة على موقع قاعدة بيانات الأفلام العربية
- الأيام الثلاثة القادمة على موقع ألو سيني (الفرنسية)
- الأيام الثلاثة القادمة على موقع Turner Classic Movies (الإنجليزية)
- الأيام الثلاثة القادمة على موقع أول موفي (الإنجليزية)
- الأيام الثلاثة القادمة على موقع بوكس أوفيس موجو (الإنجليزية)
- الموقع الرسمي